# Émile Coué
Émile Coué de la Châtaigneraie (Troyes, 26 febbraio 1857 – Nancy, 2 luglio 1926) è stato uno psicologo e farmacista francese celebre per aver perfezionato un metodo di autosuggestione, da lui definito autosuggestione cosciente, come mezzo psicoterapico e miglioramento di se stessi.

## Biografia
La famiglia di Coué proveniva dalla regione francese della Bretagna e, sebbene di origini nobili, viveva modestamente. Allievo brillante a scuola, inizialmente intendeva diventare un chimico analitico. Tuttavia, alla fine abbandonò questi studi, poiché suo padre, che era un ferroviere, era in una situazione finanziaria precaria. Coué decise quindi di diventare farmacista e si laureò in farmacologia nel 1876.
Lavorando come farmacista a Troyes dal 1882 al 1910, Coué scoprì rapidamente quello che in seguito divenne noto come l'effetto placebo. Divenne noto per aver rassicurato i suoi clienti lodando l'efficacia di ogni rimedio e lasciando un piccolo avviso positivo con ogni farmaco somministrato. Nel 1886 e nel 1887 studiò con Ambroise-Auguste Liébeault e Hippolyte Bernheim, due esponenti di spicco dell'ipnotismo, a Nancy.
Nel 1910, Coué vendette la sua attività e si ritirò a Nancy, dove aprì una clinica che forniva continuamente circa 40.000 unità di trattamento all'anno (Baudouin, 1920, p. 14) a pazienti locali, regionali e d'oltremare nei successivi sedici anni. Nel 1913, Coué e sua moglie fondarono la La Société Lorraine de Psychologie appliquée (in francese Società Lorenese di Psicologia applicata). Il suo libro Self-Mastery Through Conscious Autosuggestion è stato pubblicato in Inghilterra (1920) e negli Stati Uniti (1922). Sebbene gli insegnamenti di Coué fossero, durante la sua vita, più popolari in Europa che negli Stati Uniti, molti americani che adottarono le sue idee e metodi, come Maxwell Maltz, Napoleon Hill, Norman Vincent Peale, Robert H. Schuller e W. Clement Stone, divennero famosi a pieno titolo diffondendo le sue parole.

## Il metodo Coué
Il metodo Coué era incentrato su una ripetizione routinaria di questa particolare espressione secondo un rituale specifico, preferibilmente fino a venti volte al giorno, e specialmente all'inizio e alla fine di ogni giornata. Quando gli è stato chiesto se si considerasse o meno un guaritore, Coué ha spesso affermato che
A differenza di una credenza comunemente diffusa che un la forte volontà cosciente costituisce la strada migliore per il successo, Coué sosteneva che curare alcuni dei nostri problemi richiede un cambiamento nel nostro pensiero inconscio, che può essere ottenuto solo usando la nostra immaginazione.
Pur sottolineando che non era principalmente un guaritore, ma uno che insegnava agli altri a guarire se stessi, Coué ha affermato di aver effettuato cambiamenti organici attraverso l'autosuggestione.

## Opere
- (FR) La Maîtrise de soi-même par l'autosuggestion consciente, 1920.
  -  Autosuggestione cosciente. Il metodo Coué, traduzione di Patrizia Di Nicola, Edizioni Mediterranee, 1922.